# مقاطعة برايلا
مقاطعة برايلا (بالإنجليزية: Brăila County)‏ هي مقاطعة في رومانيا، تتبع رومانيا، بلغ عدد سكانها 237٬549 نسمة، في 1930، عاصمتها برايلا، تبلغ مساحتها 4٬766 كيلومتر مربع.

## التقسيمات الإدارية
- برايلا
- Chiscani [الإنجليزية]‏
- Surdila-Greci [الإنجليزية]‏
- Bărăganul [الإنجليزية]‏
- Berteștii de Jos [الإنجليزية]‏
- Bordei Verde [الإنجليزية]‏
- Ciocile [الإنجليزية]‏
- Cireșu, Brăila [الإنجليزية]‏
- Dudești, Brăila [الإنجليزية]‏
- Frecăței, Brăila [الإنجليزية]‏
- Galbenu [الإنجليزية]‏
- Gemenele [الإنجليزية]‏
- Grădiștea, Brăila [الإنجليزية]‏
- Gropeni [الإنجليزية]‏
- Ianca [الإنجليزية]‏
- Însurăței [الإنجليزية]‏
- Jirlău [الإنجليزية]‏
- Mărașu [الإنجليزية]‏
- Măxineni [الإنجليزية]‏
- Mircea Vodă, Brăila [الإنجليزية]‏
- Movila Miresii [الإنجليزية]‏
- Racovița, Brăila [الإنجليزية]‏
- Râmnicelu, Brăila [الإنجليزية]‏
- Romanu [الإنجليزية]‏
- Roșiori, Brăila [الإنجليزية]‏
- Salcia Tudor [الإنجليزية]‏
- Scorțaru Nou [الإنجليزية]‏
- Siliștea, Brăila [الإنجليزية]‏
- Stăncuța [الإنجليزية]‏
- Surdila-Găiseanca [الإنجليزية]‏
- Șuțești [الإنجليزية]‏
- Tichilești [الإنجليزية]‏
- Traian, Brăila [الإنجليزية]‏
- Tudor Vladimirescu, Brăila [الإنجليزية]‏
- Tufești [الإنجليزية]‏
- Ulmu, Brăila [الإنجليزية]‏
- Unirea, Brăila [الإنجليزية]‏
- Vădeni, Brăila [الإنجليزية]‏
- Victoria, Brăila [الإنجليزية]‏
- Vișani [الإنجليزية]‏
- Viziru [الإنجليزية]‏
- Zăvoaia [الإنجليزية]‏
- Cazasu [الإنجليزية]‏
- Făurei [الإنجليزية]‏.